# Amur Khabarovsk
El Hockey Club Amur (del ruso: Хоккейный клуб Амур), conocido popularmente como Amur Khabarovsk, es un club profesional de hockey sobre hielo ruso de Jabárovsk. El equipo juega en la división Chernyshev de la Kontinental Hockey League (KHL). Situado en el Lejano Oriente de Rusia, el club toma su nombre del río Amur, y juega sus partidos como local en el Platinum Arena.

## Historia

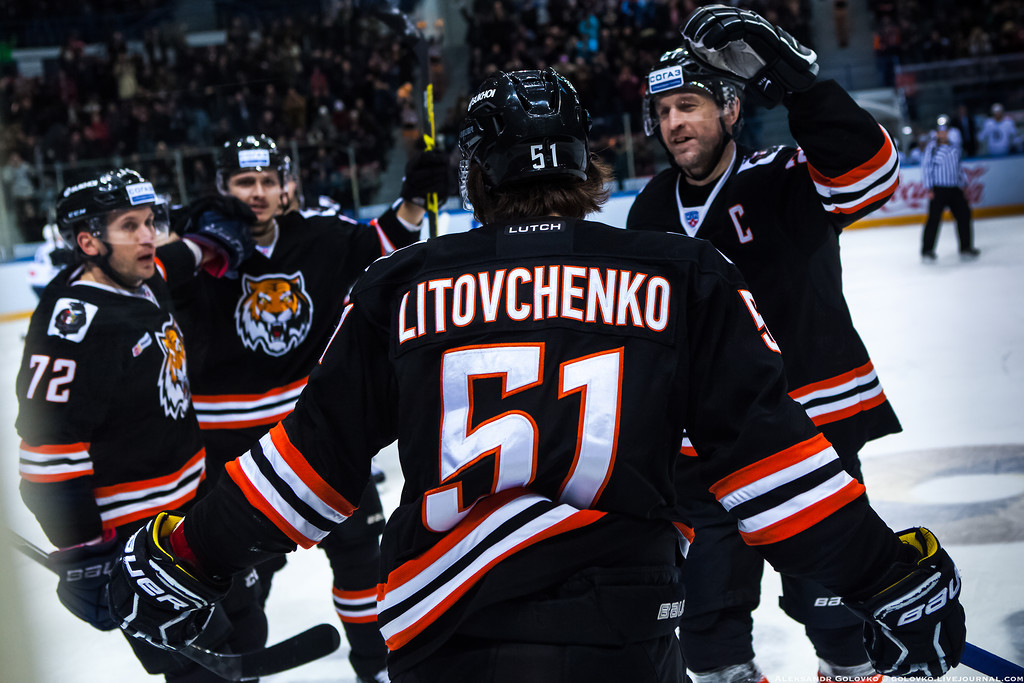
Jugadores del HC Amur en la temporada 2015-16 season

El Amur Khabarovsk fue fundado en 1966 como SKA Khabarovsk; solo adoptó su nombre actual en 1996, un nombre que proviene del cercano río Amur, símbolo de la región. Por su ubicación en el Extremo Oriente ruso, el equipo está bastante aislado de todos los demás equipos de la KHL, lo que dificulta las rivalidades; el equipo KHL más cercano es el Admiral Vladivostok, con quien mantiene una gran rivalidad.
Durante mucho tiempo fue miembro de la división inferior del hockey hielo ruso, Khabarovsk ganó el campeonato de la Tercera Liga Soviética en 1989, ganando la promoción al nivel superior. En 1996, Khabarovsk ascendió a la Superliga rusa. Un descenso a la Výsshaya Liga en 2004 provocó graves dificultades financieras. Los Tigres pudieron volver al nivel más alto en 2006. Esa misma crisis financiera forzó a la escuadra de reserva del equipo, el Golden Amur Khabarovsk, a retirarse de la Liga de Asia donde jugó para la temporada 2004-05. El equipo pudo terminar la temporada y participar en los playoffs; sin embargo, terminaron terceros en la temporada regular y no lograron alcanzar la final de playoffs.
En 2008, Khabarovsk fue uno de los 24 miembros fundadores de la Liga Continental de Hockey, la liga más importante de Eurasia.